# Chiesa di San Rocco (Trani)
Tale chiesa fu costruita nel giugno del 1528 nel periodo della peste e per volere di Vittorio Soranzo, governatore veneto di Trani.
la chiesa assume uno stile barocco con una torre a cupoletta che fu abbattuta nel 1910 per collocare l'attuale orologio.
Le campane risalgono rispettivamente al 1753 e al 1765.
All'interno sono custodite delle tele attribuite alla scuola Napoletana del XVIII secolo: La strage degl'Innocenti, Giobbe e Rachele, la lavanda dei piedi e Rebecca ed Elena.

## Galleria d'immagini

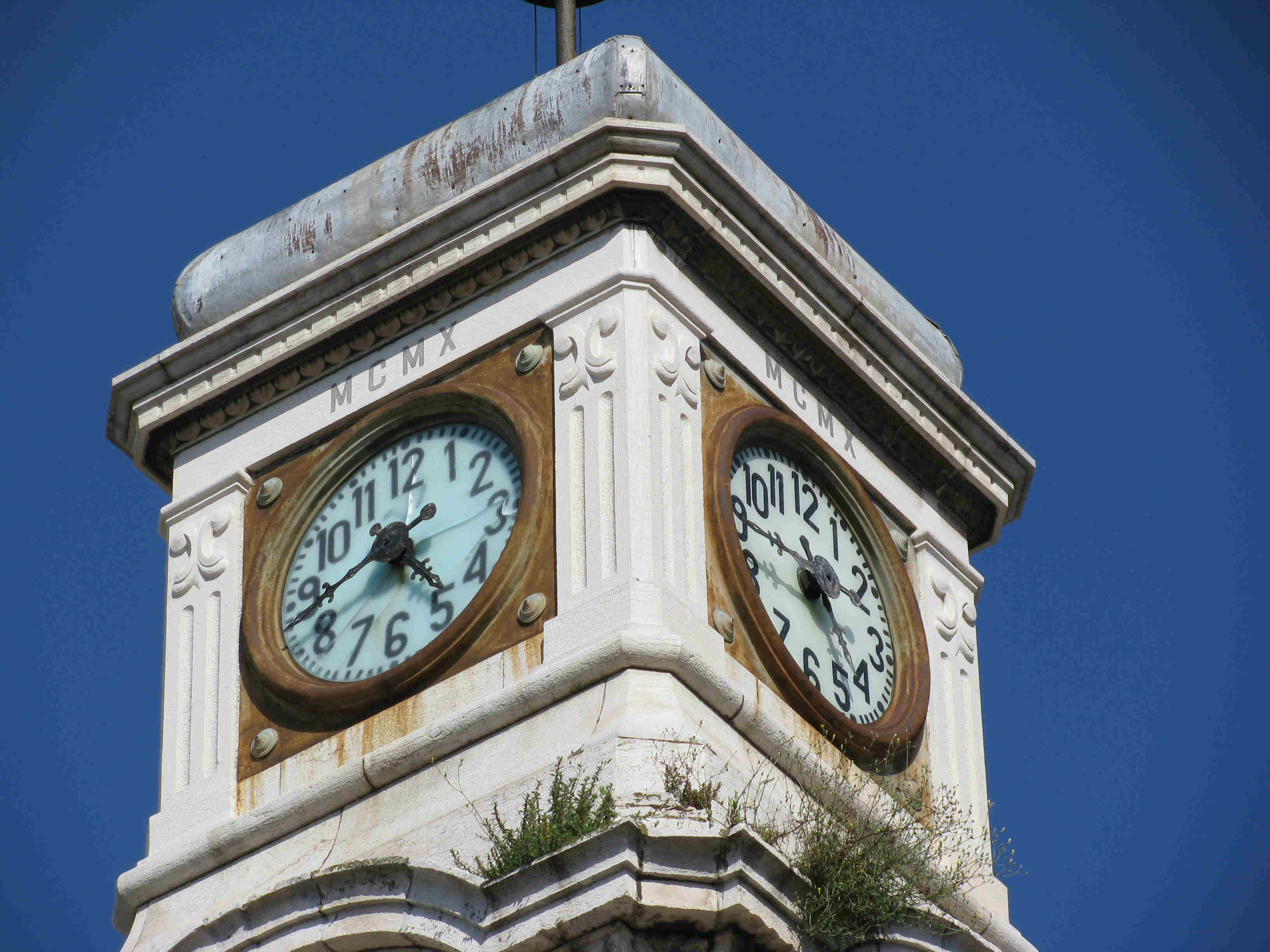
Chiesa di san Rocco (dettaglio orologio)